# Peter Barry
Peter Martin Barry (10 aout 1928 – 26 aout 2016) est un homme politique irlandais membre du Fine Gael, il est Tánaiste (vice-Premier ministre) de janvier 1987 à mars 1987, chef du Fine Gael de 1977 à 1987 et de 1991 à 1993, ministre des Affaires étrangères de 1982 à 1987, ministre de l'Environnement de 1982 à 1981, ministre de l'Éducation de 1976 à 1977, ministre du Transport et de l'Énergie de 1973 à 1976 et maire de Cork de 1970 à 1971.
Il est membre de la famille fondatrice de la maison de thé Barry's Tea.